# Фінал кубка Німеччини з футболу 1992
Фінал Кубка Німеччини з футболу 1992 — фінальний матч розіграшу кубка Німеччини сезону 1991—1992 відбувся 23 травня 1992 року. У поєдинку зустрілися «Ганновер 96» з однойменного міста та менхенгладбаська «Боруссія». Особливістю фіналу стало те, що перемогу здобув «Ганновер 96», клуб, який представляв Другу Бундеслігу.
| Володар Кубка Німеччини 1991—1992 |
| --------------------------------- |
|                                   |
| «Ганновер 96» Перший титул        |

## Учасники
| Клуб          | Участей | Роки (жирним виділено перемоги) |
| ------------- | ------- | ------------------------------- |
| «Ганновер 96» | дебют   | дебют                           |
| «Боруссія»    | 3       | 1960, 1973, 1984                |

## Шлях до фіналу
| Раунд                                                   | Противник                 | Рахунок      |
| ------------------------------------------------------- | ------------------------- | ------------ |
| Перший раунд                                            | «Маратон 02» (Г)          | 7–0          |
| 1/32                                                    | «Бохум» (Г)               | 3–2          |
| 1/16                                                    | «Боруссія» (Дортмунд) (Г) | 3–2          |
| 1/8                                                     | «Юрдінген 05» (Д)         | 1–0          |
| 1/4                                                     | «Карлсруе» (Д)            | 1–0          |
| 1/2                                                     | «Вердер» (Д)              | 1–1 пен. 6–5 |
| (Д) = Вдома; (Г) = У гостях; (Н) = На нейтральному полі |                           |              |

| Раунд                                                   | Противник               | Рахунок      |
| ------------------------------------------------------- | ----------------------- | ------------ |
| Перший раунд                                            | -                       | -            |
| 1/32                                                    | «Ваттеншайд 09» (Д)     | 2–0          |
| 1/16                                                    | «Юліх» (Г)              | 1–0          |
| 1/8                                                     | «Фортуна» (Кельн) (Д)   | 2–0          |
| 1/4                                                     | «Штутгартер Кікерс» (Д) | 2–0          |
| 1/2                                                     | «Баєр 04» (Д)           | 2–2 пен. 2–0 |
| (Д) = Вдома; (Г) = У гостях; (Н) = На нейтральному полі |                         |              |

## Матч

### Історія
Кубок Німеччини з футболу 1991—1992 став першим кубком після Об'єднання Німеччини, у турнірі брали участь клуби із Західної та Східної Німеччини.

### Деталі
| 23 травня 1992 18:00 (CET) |

| Ганновер 96                                        | 0:0 дч   | Боруссія (Менхенгладбах)                   |
| -------------------------------------------------- | -------- | ------------------------------------------ |
|                                                    | Протокол |                                            |
|                                                    | Пенальті |                                            |
| Джелмаш · Вуйцицький · Фройнд · Крецшмар · Шенберг | 4:3      | Кастенмаєр · Крінс · Пфліпсен · Фах · Нойн |

| Олімпіаштадіон, Берлін Глядачів: 76 200 Арбітр: Бернд Гайнеман |

|  |  |

| В                   | 1  | Йорг Сіверс         |    |      |
| З                   | 6  | Роман Вуйцицький    |    |      |
| З                   | 4  | Бернд Геемсот       |    | 119' |
| З                   | 3  | Аксель Сундерманн   |    |      |
| З                   | 2  | Йорг-Уве Клюц       | ЖК |      |
| ПЗ                  | 5  | Йорг Крецшмар       |    |      |
| ПЗ                  | 7  | Мікаель Шенберг     |    |      |
| ПЗ                  | 8  | Олівер Фройнд       |    |      |
| ПЗ                  | 10 | Карстен Сурманн (к) |    |      |
| Н                   | 9  | Мілош Джелмаш       |    |      |
| Н                   | 11 | Міхаель Кох         |    |      |
| Заміни:             |    |                     |    |      |
| З                   | 14 | Матіас Кулмей       |    | 119' |
| Н                   | 15 | Уве Юрш             |    | 68'  |
| Головний тренер:    |    |                     |    |      |
| Міхаель Лорковський |    |                     |    |      |

| В                | 1  | Уве Кампс           |    |     |
| З                | 5  | Гольгер Фах         |    |     |
| З                | 4  | Томас Гушбек        |    | 46' |
| З                | 3  | Міхаель Клінкерт    |    |     |
| З                | 2  | Томас Кастенмаєр    | ЖК |     |
| ПЗ               | 6  | Йорг Нойн           |    |     |
| ПЗ               | 7  | Мартін Шнайдер      |    |     |
| ПЗ               | 10 | Крістіан Гохштеттер | ЖК |     |
| ПЗ               | 8  | Карлгайнц Пфіпсен   |    |     |
| Н                | 9  | Мартін Макс         |    | 73' |
| Н                | 11 | Ганс-Йорг Крінс (к) |    |     |
| Заміни:          |    |                     |    |     |
| З                | 12 | Йоахім Штадлер      |    | 46' |
| Н                | 14 | Мартін Далін        |    | 73' |
| Головний тренер: |    |                     |    |     |
| Юрген Гельсдорф  |    |                     |    |     |